# أحمد السميري
أحمد السميري لاعب كرة قدم سعودي.
كانت بداياته مع نادي الفتح ونادي النجوم ونادي العيون.